# Подводные лодки проекта 945А «Кондор»
Подводные лодки проекта 945А «Кондор» — серия советских и российских многоцелевых атомных подводных лодок 3-го поколения, по классификации NATO — «Sierra II». Представляют собой развитие проекта 945 «Барракуда». Как и АПЛ проекта 945, имеют корпус из титановых сплавов. По уровню таких демаскирующих признаков, как шумность и магнитные поля стали самыми малозаметными на Советском флоте.

## Проектирование и строительство
Развитием проекта 945 изначально должен был стать проект 945М, созданный в 1976 году. Он отличался от проекта 945 только использованием более прочного титанового сплава в корпусных конструкциях, что увеличивало глубину погружения на 200 метров и давало двойное преимущество по этому параметру относительно АПЛ «вероятного противника». Проект прошёл все согласования, однако затем был отвергнут в пользу нового проекта 945А, предполагавшего решение более сложной задачи, чем замена материала корпуса — принятия всех возможных мер по снижению шумности. Уменьшение шумности механизмов как правило приводит к увеличению их габаритов за счёт амортизирующих и вибропоглощающих устройств и решений, а создание проекта 945А стало ещё сложнее из-за жёстких ограничений на водоизмещение кораблей, транспортируемых внутренними водными путями.
Из-за увеличившейся носовой антенны более совершенного гидроакустического комплекса МГК-540 «Скат-3», установленного вместо МГК-503 «Скат-КС», в носовых отсеках не осталось места для торпедных аппаратов калибра 650 мм, что стало самой заметной потерей в борьбе за повышение характеристик корабля. Изменение обводов носовой части с целью размещения мощных торпедных аппаратов было сочтено неприемлемым, так как увеличивало уровень гидроакустических помех. Также проект 945А лишился второго дизель-генератора и «подрос» на 400 тонн водоизмещения. Результатом проделанной работы было подтверждение достижения всех требуемых проектных характеристик на испытаниях.

## Вооружение
«Кондоры» имеют все шесть торпедных аппаратов калибра 533 мм, в отличие от проекта 945 «Барракуда», где четыре ТА имеют калибр 533 мм и два — калибр 650 мм.
Проект 945А получил на вооружение стратегические дозвуковые крылатые ракеты С-10 «Гранат» с дальностью полёта до 3000 км и запуском из торпедных аппаратов.

## Представители
Всего в период с 1982 года по 1993 год было построено две АПЛ проекта 945А «Кондор»: Б-336 «Окунь» («Псков»), К-534 «Зубатка» («Нижний Новгород»). Подводные лодки входят в состав 7-й дивизии подводных лодок Северного флота с местом базирования на Ара-губу (Видяево).
Кроме основных экипажей сформирован 284-й экипаж АПЛ проекта 945А, имеющий неофициальное наименование «Кадуй». По состоянию на 2016 год входил в состав 7-й ДиПЛ.
| Наименование                        | Зав. № | Закладка   | Спуск на воду | Ввод в строй | Статус                |
| ----------------------------------- | ------ | ---------- | ------------- | ------------ | --------------------- |
| К-534 «Нижний Новгород» («Зубатка») | 3003   | 15.02.1986 | 08.07.1989    | 26.12.1990   | В составе СФ. В строю |
| Б-336 «Псков» («Окунь»)             | 3004   | 29.07.1989 | 28.07.1992    | 14.12.1993   | В составе СФ. В строю |

## Модернизация
В прессе озвучивались планы модернизации обоих кораблей на ЦС «Звёздочка» по проекту 945М.
Первоначально проект 945М был полностью идентичен проекту 945, отличаясь лишь применением более прочного титанового сплава в корпусных конструкциях, благодаря чему достигалось значительное увеличение глубины погружения. На этапе проектирования его отвергли, предпочтя строить корабли по проекту 945А, подразумевавшему применение всех возможных мер для снижения шумности.
Вероятно, ремонт и модернизация проекта 945А «Кондор» будут подобны соответствующим операциям с проектом 945 «Барракуда»:
- замена ядерного топлива;
- замена всего электрооборудования;
- проверка и ремонт механических частей кораблей;
- при необходимости будет выполнен ремонт реакторов;
- будут установлены новые:
  - ГАС;
  - БИУС;
  - радары;
  - навигационные системы ГЛОНАСС/GPS;
  - комплексы крылатых ракет «Калибр».

28 декабря 2015 года АПЛ «Псков» вернулась в строй боевых кораблей Севфлота после восстановительных работ, заявил врио начальник пресс-службы Северного флота Андрей Лузик. По его словам, за время восстановительных работ на атомоходе был выполнен комплекс работ, позволяющий значительно продлить технический ресурс корабля и продолжить его дальнейшую эксплуатацию в условиях Арктики.